# 교향곡 4번 (차이콥스키)
표트르 일리치 차이코프스키의 교향곡 4번 F단조, Op . 36, 1877년에서 1878년 사이에 작곡되었다.

## 구성
이 교향곡을 작곡하는 동안 차이코프스키는 자신의 후원자인 나데즈다 폰 메크에게 이 곡을 "매우" 바라고 그녀에게 바치기를 원하며 "나의 가장 친한 친구에게 바침"이라고 쓸 것이라고 썼다. 그는 메크가 그의 삶에 들어온 지 얼마 되지 않아 교향곡을 작곡하기 시작했다. 그는 비극적 인 결혼 생활의 여파로 그것을 완성 할 것이며 그녀가 "당신의 가장 친밀한 생각과 감정의 메아리"를 찾을 것이라고 주장했다. 헌신은 여러 면에서 의미가 있었다. 러시아 사회의 온정주의적 성격의 한 가지 중요한 측면은 예술 후원에서 후원자와 예술가가 평등한 것으로 간주되었다는 것이다. 후원자에게 작품을 바치는 것은 겸손한 감사의 몸짓이 아니라 예술적 파트너십의 표현이었다. 그녀에게 교향곡 4번을 헌정함으로써 그는 그녀를 작곡에 있어 동등한 파트너로 인정하고 있었다.
또한 차이코프스키가 그녀의 요청에 따라 교향곡을 설명하는 프로그램을 작성한 것도 나데즈다 폰 메크 덕분이다. 이 행동은 많은 작가들이 오프닝 악장에서 Hans Keller 가 "우리 문학 전체에서 가장 우뚝 솟은 교향곡 구조 중 하나"라고 불렀던 것을 포함하여 교향곡의 순수한 음악적 특성에 초점을 맞추는 대신 그것을 인용하도록 장려했다. 이 프로그램은 알프레드 아인슈타인과 다른 음악학자들이 이 교향곡에 반대하는 편견을 갖게 하여 여러 해 동안 교향곡의 수용을 방해했다. 그러나 이것은 차이코프스키의 음악에 대한 아인슈타인의 일반적인 동정 부족의 맥락에서 볼 수 있어야 합니다.

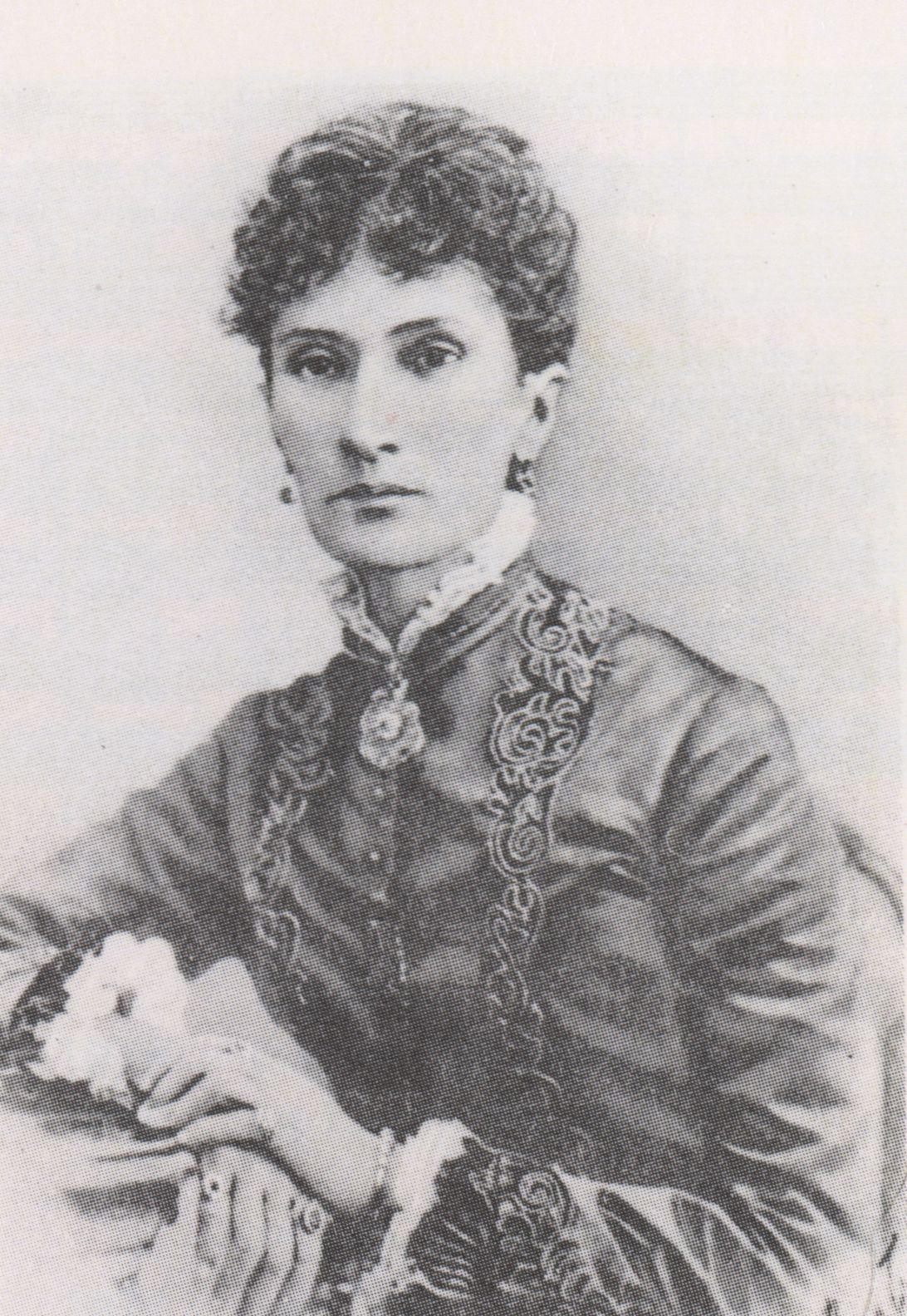
나데즈다 폰 메크

## 형태
교향곡은 4 악장으로 되어 있다 .
1. Andante sostenuto — Moderato con anima (F minor) — Moderato assai, quasi Andante (B major – F major) — Allegro vivo (F minor)
교향곡은 프렌치 호른과 우드윈드로 시작힌디. 음악이 크고 느린 화음으로 굳어지면서 차이콥스키가 번개에 해당하는 두 개의 짧은 "포르티시모" 화음을 발표하고 각각 긴 침묵이 이어진다. 음악이 사라지면서 목관악기는 '모데라토 콘 아니마' 모티브는 소나타-알레그로 형식의 각 부분을 구분하는 역할을 한다. 일부 공연에서는 길이가 약 20분이며, 차이콥스키의 교향악 악장 중 가장 긴 악장 중 하나이다.
2. Andantino in modo di canzona (B-flat minor – F major – B♭ minor)
2악장은 오보에의 우울한 멜로디에 의해 도입된다. 음악의 열정적인 클라이맥스는 오프닝 무브먼트를 지배했던 비통한 구절을 상기시킨다.
3. Scherzo: Pizzicato ostinato — Allegro (F major – Trio in A major and D-flat major)
현악기는 3악장 내내 피지카토를 연주한다.
4. Finale: Allegro con fuoco (F major)
힘찬 피날레에서 차이콥스키는 러시아의 유명한 민요를 2차 테마로 포함시킨다. 코다는 씩씩하고 의기양양하다.

## 인용 출처
- Figes, Orlando, Natasha's Dance: A Cultural History of Russia (뉴욕: Metropolitan Books, 2002).ISBN 0-8050-5783-8ISBN 0-8050-5783-8 (hc. ).
- Keller, Hans : 'Peter Ilyich Tchaikovsky', Vol. I of 'The Symphony', ed. 로버트 심슨 (Harmondsworth, 1966).
- Maes, Francis, tr. Arnold J. Pomerans 및 Erica Pomerans, 러시아 음악의 역사: Kamarinskaya 에서 Babi Yar까지(Berkeley, Los Angeles 및 London: University of California Press, 2002).ISBN 0-520-21815-9ISBN 0-520-21815-9 .
- The Symphonies of Brahms and Tschaikowsky in Score (뉴욕: Bonanza Books, 1935)에서 의역한 Madame Nadeshda von Meck의 편지. ISBN 해당 없음.
- Slominsky, Nicolas, 뮤지컬 Invective의 사전. (시애틀: 워싱턴 대학교 출판부, 1965).ISBN 0-295-78579-9ISBN 0-295-78579-9
- 스타인버그, 마이클, 심포니 (옥스포드와 뉴욕: 옥스포드 대학 출판부, 1995).ISBN 0-19-506177-2ISBN 0-19-506177-2 .
- Warrack, John, Tchaikovsky 교향곡 및 협주곡 (시애틀: 워싱턴 대학 출판부, 1969). 미국 의회 도서관 카탈로그 카드 번호 78-105437.
- Warrack, John, Tchaikovsky (뉴욕: Charles Scribner's Sons, 1973). SBN 684-13558-2.